# Emil Schünemann
Wilhelm Hermann Emil Schünemann (* 18. April 1882 in Berlin; † 26. Mai 1964 in Rangsdorf) war ein deutscher Kameramann.

## Leben
Emil Schünemann durchlief eine fotografische Ausbildung und kam bereits 1903 bei der Deutschen Mutoscop als Kameramann zum Film. Unter anderem drehte er 1912 die frühe Verfilmung der Titanic-Katastrophe In Nacht und Eis. Im Ersten Weltkrieg diente er als Frontkameramann.
Nach Kriegsende arbeitete er mit Regisseuren wie Otto Rippert und Fritz Lang zusammen. 1924 fotografierte er in Moskau den sowjetischen Film Aelita, 1926/27 stand er für Georg Jacobys auf einer Weltreise entstandenen Inszenierungen Die Insel der verbotenen Küsse, Colonialskandal, Die Jagd nach der Braut und dem Zweiteiler Die Frau ohne Namen hinter der Kamera. Franz Osten verpflichtete ihn 1928/29 für seine Indien-Filme Das Grabmal einer großen Liebe und Schicksalswürfel.
In den 1930er Jahren verlor Schünemann zusehends an Bedeutung, nach 1936 wurde er kaum noch eingesetzt. Von 1945 bis 1948 betrieb er in Berlin ein eigenes Fotoatelier, 1950 kehrte er zum Film zurück. Seine letzten Filme als Kameramann machte er für die DEFA.

## Filmografie
- 1910: Graf Gallas
- 1910: Der Hühneraugenoperateur
- 1910: Das Geheimnis der Toten
- 1911: Die Fahrt nach Hamburg
- 1912: In Nacht und Eis
- 1912: Das Mirakel
- 1913: Heimat und Fremde
- 1913: Die Suffragette
- 1913: Ein Ausgestoßener, 1. Teil
- 1913: Der schwarze Pierrot
- 1915: Der ewige Friede. Ein Ausgestoßener, 2. Teil
- 1919: Die Insel der Glücklichen
- 1919: Halbblut
- 1919: Die Pest in Florenz
- 1919: Die Spinnen, 1. Teil: Der goldene See
- 1919: Der Herr der Liebe
- 1920: Die Insel der Gezeichneten
- 1920: Die lebende Fackel
- 1920: Die entfesselte Menschheit
- 1920: Madame Récamier
- 1921: Die Schatzkammer im See, 1. Teil: Brillantenmarder
- 1921: Die Schatzkammer im See, 2. Teil: Der Klub der Zwölf
- 1921: Das Geheimnis der Spielhölle von Sebastopol
- 1921: Acht Uhr dreizehn. Das Geheimnis des Deltaklubs
- 1921: Im Abgrund des Hasses
- 1921: Das Souper um Mitternacht
- 1922: Die Kleine vom Film
- 1922: Gespenster
- 1923: Wettlauf ums Glück
- 1923: Die fünfte Straße
- 1923: Der Geigerkönig
- 1923: So sind die Männer
- 1924: Frühlingsfluten
- 1924: Aelita (Аэлита)
- 1924: Der Roman der Lilian Hawley
- 1924: Das Mädel von Pontecuculi
- 1924: Lumpen und Seide
- 1925: Vorderhaus und Hinterhaus
- 1925: Halbseide
- 1925: Die Frau für 24 Stunden
- 1925: Das alte Ballhaus (2 Teile)
- 1926: Die Abenteurer
- 1926: Die Insel der verbotenen Küsse
- 1927: Die Frau ohne Namen (2 Teile)
- 1927: Ich war zu Heidelberg Student
- 1927: Die Jagd nach der Braut
- 1927: Colonialskandal
- 1927: Die Welt ohne Waffen
- 1927: Leichte Kavallerie
- 1927: Der goldene Abgrund
- 1928: Der Faschingskönig
- 1928: Die Geliebte seiner Hoheit
- 1928: Das Grabmal einer großen Liebe
- 1928: Dornenweg einer Fürstin
- 1929: Der Kampf der Tertia
- 1929: Schicksalswürfel (Prapancha Pash)
- 1930: Der Mann im Dunkel
- 1930: Gigolo
- 1930: Ratten der Großstadt
- 1930: Zweimal Lux
- 1930: Die grüne Laterne
- 1930: Pariser Unterwelt
- 1930: Ein Walzer im Schlafcoupé
- 1931: Die Abenteurerin von Tunis
- 1932: Strafsache van Geldern
- 1933: Manolescu, der Fürst der Diebe
- 1933: Kampf um Blond
- 1934: Der schwarze Walfisch
- 1934: Volldampf voraus!
- 1934: Die Reiter von Deutsch-Ostafrika
- 1935: Ein idealer Gatte
- 1935: Wer wagt – gewinnt
- 1935: Oberwachtmeister Schwenke
- 1935: Künstlerliebe
- 1936: Liebeserwachen
- 1936: Paul und Pauline
- 1936: Skandal um die Fledermaus
- 1938: Die Pfingstorgel
- 1941: Soldaten von morgen[2]
- 1942: Hände hoch!
- 1950: Blauer Dunst
- 1951: Die Meere rufen
- 1952: Anna Susanna